# ポロンナルワ県
ポロンナルワ県（ポロンナルワけん、シンハラ語: පොළොන්නරුව දිස්ත්‍රික්කය、タミル語: பொலனாறு மாவட்டம்、英語: Polonnaruwa District）は、スリランカの北中部州に属する県。面積は3,403 km²。

## 地理
ポロンナルワ県はスリランカの北東寄りの内陸部にあり、北中部州2県の中で南東側に位置する。北西でアヌラーダプラ県、南西で中部州のマータレー県、南東で東部州のアンパーラ県、東でバッティカロア県、北東でトリンコマリー県と接する。県庁所在地であるポロンナルワは、県の中央付近に位置している。

### 主要な都市及び町
- ポロンナルワ